# Les Sièges
Les Sièges ist eine französische Gemeinde mit 427 Einwohnern (Stand 1. Januar 2022) im Département Yonne in der Region Bourgogne-Franche-Comté (vor 2016 Bourgogne). Die Gemeinde gehört zum Arrondissement Sens und zum Kanton Brienon-sur-Armançon (bis 2015 Villeneuve-l’Archevêque). Die Einwohner werden Siégeois genannt.

## Geographie
Les Sièges liegt etwa 18 Kilometer ostsüdöstlich von Sens. Umgeben wird Les Sièges von den Nachbargemeinden Foissy-sur-Vanne und Molinons im Norden, Flacy im Nordosten, Coulours im Osten, Vaudeurs im Süden sowie Les Vallées de la Vanne im Westen.

## Bevölkerungsentwicklung
| 1962                      | 1968 | 1975 | 1982 | 1990 | 1999 | 2006 | 2013 |
| ------------------------- | ---- | ---- | ---- | ---- | ---- | ---- | ---- |
| 474                       | 434  | 386  | 364  | 396  | 447  | 433  | 432  |
| Quelle: Cassini und INSEE |      |      |      |      |      |      |      |

## Sehenswürdigkeiten

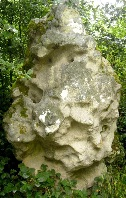
Menhir Pierre Colon
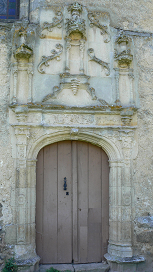
Kirche Saint-Cyr-et-Sainte-Julitte aus dem 18. Jahrhundert
- Schloss Les Gains

- Menhir Pierre Colon
- Portal der Kirche Saint-Cyr-et-Sainte-Julitte